# Morena Baccarin
Morena Silva de Vaz Setta Baccarin (Rio de Janeiro, 2 giugno 1979) è un'attrice brasiliana naturalizzata statunitense.
È conosciuta per diversi ruoli televisivi: Inara Serra nella breve serie televisiva Firefly e nel film Serenity, Adria nella decima stagione della serie di fantascienza Stargate SG-1, Anna nella serie televisiva V, Jessica Brody nella serie Homeland - Caccia alla spia, Leslie Thompkins nella serie Gotham, Vanessa Carlysle nei film di Deadpool.

## Biografia
Nasce a Rio de Janeiro, in Brasile, il 2 giugno 1979, figlia di Fernando Baccarin, un giornalista brasiliano di origini italiane (venete e marchigiane) e libanesi, e di Vera Lúcia Setta, un'attrice cinematografica e televisiva brasiliana. Ha origini italiane, portoghesi e libanesi. All'età di sette anni, Baccarin si trasferisce con i genitori a New York, negli Stati Uniti d'America, stabilendosi nel Greenwich Village (un quartiere di Manhattan), ove il padre era stato trasferito presso il quartier generale statunitense di Globo TV in qualità di redattore. Ha frequentato la scuola pubblica New York City Lab School for Collaborative Studies, successivamente ha studiato presso la Fiorello H. LaGuardia High School of Music & Art and Performing Arts, per poi entrare nel programma teatrale della Juilliard School.
Debutta nel 2001 prendendo parte al film Fashion Crimes, seguito dal film Roger Dodger. Nel 2002 ottiene il suo primo ruolo televisivo, interpretando fino al 2003 la parte di Inara Serra nella serie televisiva fantascientifica Firefly, ruolo che riprende anche nel film Serenity. Dopo aver partecipato a tre episodi di The O.C., prende parte alla decima stagione della serie televisiva Stargate SG-1, nel ruolo di Adria, che interpreta anche nel film Stargate: L'arca della verità. Nel 2022 è protagonista e produttrice della serie The Endgame - La regina delle rapine, cancellata dopo la prima stagione a causa dei bassi ascolti.
Dal 2009 al 2011 ha ricoperto il ruolo di Anna, capo dei visitatori nella serie televisiva V, rifacimento dell'omonima serie degli anni ottanta. Dal 2011 al 2013 è entrata a far parte del cast della serie televisiva Homeland - Caccia alla spia, interpretando il ruolo di Jessica, moglie del sergente Nicholas Brody.
A partire dal 2015 prende parte alla serie televisiva Gotham, recitando il ruolo della dottoressa Leslie Thompkins fino al 2019. Nel 2016 recita nel film Deadpool, nel ruolo di Vanessa Carlysle, fidanzata del protagonista, ruolo che ha ripreso nei seguiti Deadpool 2 e Deadpool & Wolverine. Nel 2020 ha interpretato il ruolo di Allison Garrity nel film catastrofico Greenland, accanto a Gerard Butler.
Dal 2011 al 2015 è stata sposata con il regista e sceneggiatore Austin Chick, e i due hanno avuto un figlio nel 2013. Dal 2015 ha una relazione con l'attore Ben McKenzie, con cui si sposa il 2 giugno 2017. La coppia ha una figlia nata nel 2016 e un figlio, nato a marzo 2021.

## Filmografia

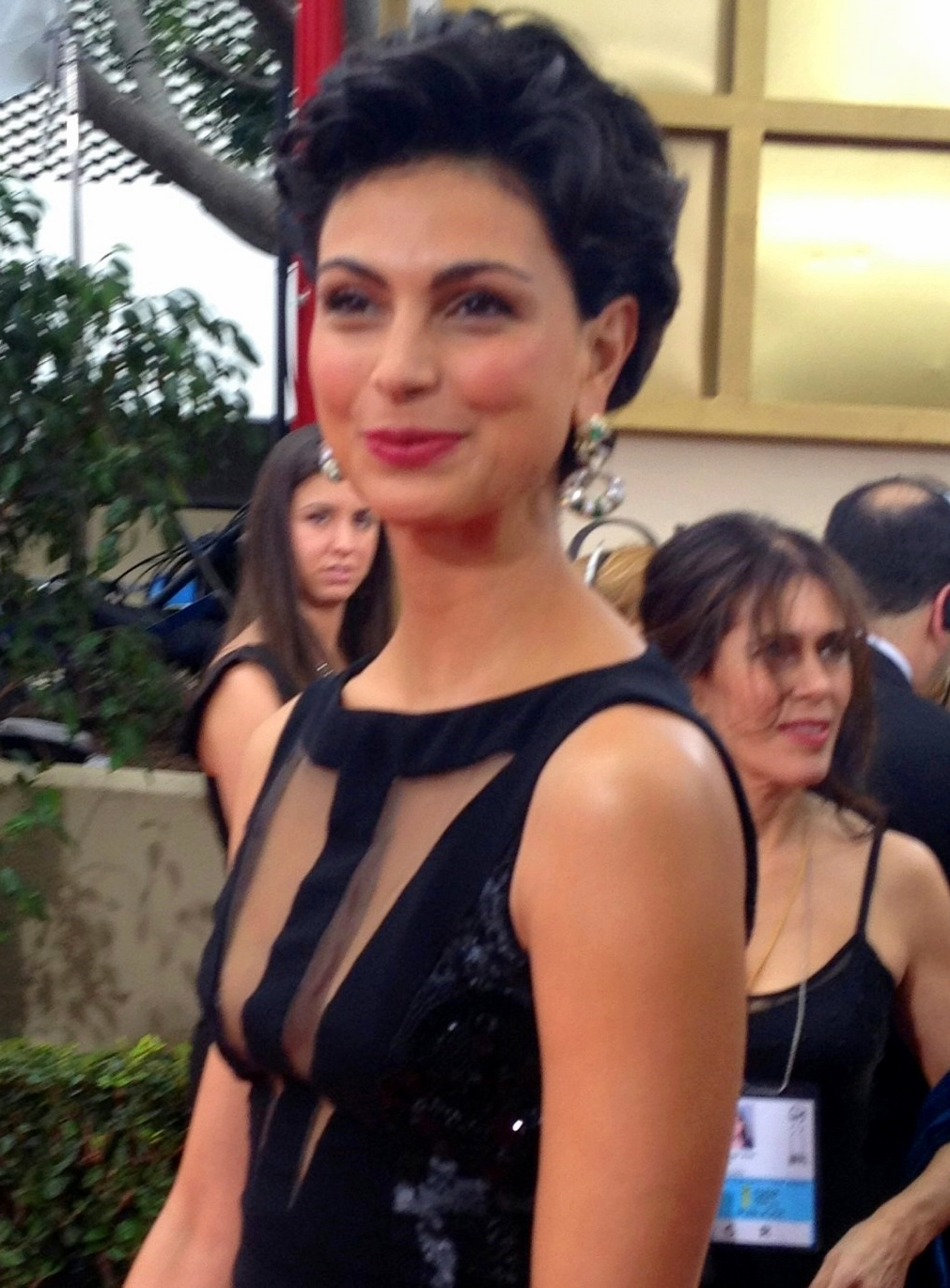
Morena Baccarin nel 2012

### Attrice

#### Cinema
- Fashion Crimes (Perfume), regia di Michael Rymer e Hunter Carson (2001)
- Way Off Broadway, regia di Daniel Kay (2001)
- Roger Dodger, regia di Dylan Kidd (2002)
- Serenity, regia di Joss Whedon (2005)
- Death in Love, regia di Boaz Yakin (2008)
- Stargate: L'arca della verità (Stargate: The Ark of Truth), regia di Robert C. Cooper (2008)
- Stolen - Rapiti (Stolen), regia di Anders Anderson (2009)
- Spy, regia di Paul Feig (2015)
- Deadpool, regia di Tim Miller (2016)
- Malevolent - Le voci del male (Malevolent), regia di Jason Axinn (2017)
- Deadpool 2, regia di David Leitch (2018)
- Ode to Joy, regia di Jason Winer (2019)
- Framing John DeLorean, regia di Don Argott e Sheena M. Joyce (2019)
- Greenland, regia di Ric Roman Waugh (2020)
- The Good House, regia di Maya Forbes e Wally Wolodarsky (2021)
- Omicidio a Los Angeles (Last Looks), regia di Tim Kirkby (2022)
- Deadpool & Wolverine, regia di Shawn Levy (2024)

#### Televisione
- Firefly – serie TV, 14 episodi (2002-2003)
- Still Life – serie TV, 6 episodi (2003-2004)
- C'è sempre il sole a Philadelphia (It's Always Sunny in Philadelphia) – serie TV, episodio pilota scartato (2004)
- The O.C. – serie TV, episodi 3x14-3x15-3x16 (2006)
- Kitchen Confidential – serie TV, episodio 1x11 (2006)
- Stargate SG-1 – serie TV, 5 episodi (2006-2007)
- How I Met Your Mother – serie TV, episodio 2x07 (2006)
- Justice - Nel nome della legge (Justice) – serie TV, episodio 1x12 (2006)
- Las Vegas – serie TV, episodio 4x14 (2007)
- Heartland – serie TV, 9 episodi (2007)
- Sands of Oblivion, regia di David Flores – film TV (2007)
- Dirt – serie TV, episodio 2x06 (2008)
- Numb3rs – serie TV, episodio 5x03 (2008)
- Medium – serie TV, episodio 5x09 (2009)
- V – serie TV, 22 episodi (2009-2011)
- The Deep End – serie TV, episodio pilota scartato (2010)
- Ritardare, regia di Jean-Marc Piché – film TV (2011)
- Homeland - Caccia alla spia (Homeland) – serie TV, 29 episodi (2011-2013)
- The Mentalist – serie TV, episodi 3x19-4x15-7x03 (2011-2014)
- Look Again - Inganno mortale (Back in the Day), regia di Jean-Marc Piché – film TV (2011)
- The Good Wife – serie TV, episodi 3x17-4x19 (2012-2013)
- Warriors, regia di Martin Campbell – episodio pilota scartato (2014)
- La tenda rossa (The Red Tent), regia di Roger Young – miniserie TV, 2 episodi (2014)
- Gotham – serie TV, 68 episodi (2015-2019)
- Una serie di sfortunati eventi (A Series of Unfortunate Events) – serie TV, episodi 3x06-3x07 (2019)
- The Twilight Zone – serie TV, episodio 2x02 (2020)
- The Endgame - La regina delle rapine (The Endgame) – serie TV, 10 episodi (2022)

### Doppiatrice
- Justice League – serie animata, episodi 4x01-4x06-5x09 (2005-2006)
- Batman: The Brave and the Bold – serie animata, episodio 3x08 (2011)
- Son of Batman, regia di Ethan Spaulding (2014)
- The Flash – serie TV, 27 episodi (2014-2023)
- Batman: Bad Blood, regia di Jay Oliva (2016)
- Destiny 2 – videogioco (2017)
- Assassin's Creed Nexus VR – videogioco (16 novembre 2023)

## Riconoscimenti
- Imagen Foundation Awards[3]
  - 2022 – Candidatura a miglior attrice in una serie drammatica per The Endgame - La regina delle rapine
- Premio Emmy
  - 2013 – Candidatura alla Miglior attrice non protagonista in una serie televisiva drammatica per Homeland - Caccia alla spia
- MTV Movie Awards
  - 2016 – Candidatura al Miglior bacio (condiviso con Ryan Reynolds) per Deadpool
- Screen Actors Guild Awards
  - 2013 – Candidatura al Miglior cast in una serie drammatica per Homeland - Caccia alla spia
- Saturn Awards
  - 2010 – Candidatura alla miglior attrice protagonista per V

## Doppiatrici italiane
Nelle versioni in italiano delle opere in cui ha recitato, Morena Baccarin è stata doppiata da:
- Francesca Manicone in Spy, Deadpool, Deadpool 2, Greenland, Omicidio a Los Angeles, The Endgame - La regina delle rapine, Deadpool & Wolverine, Fire Country
- Federica De Bortoli in Serenity, Homeland - Caccia alla spia
- Domitilla D'Amico in Stargate SG-1, Stargate: L'arca della verità
- Franca D'Amato in Firefly
- Chiara Colizzi in The O.C.
- Francesca Fiorentini in Kitchen Confidential
- Pinella Dragani in Las Vegas
- Ilaria Latini in Numb3rs
- Laura Romano in Medium
- Ilaria Stagni in V
- Francesca Guadagno in The Mentalist
- Rachele Paolelli in The Good Wife
- Barbara De Bortoli in Gotham
- Vanina Marini in Una serie di sfortunati eventi
- Emanuela D'Amico in The Good House